# Find Me (Christina Grimmie)
Find Me è l'EP di debutto della cantante statunitense Christina Grimmie, pubblicato il 14 giugno 2011.
Pubblicato in modo indipendente, l'album ha debuttato alla posizione 35 della Billboard 200 (la 11 nella Digital Albums, la classifica degli album più scaricati) e la sesta posizione nella Independent Albums.
Il singolo di lancio dell'album è stato Advice, pubblicato per la radio su Radio Disney l'11 giugno 2011. Il secondo singolo estratto dall'album, Liar Liar, ha debuttato alla 15ª posizione della Heatseekers Songs di Billboard.

## Tracce
Testi e musiche di Christina Grimmie, eccetto dove indicato.
1. Ugly – 3:09
2. Unforgivable – 3:52
3. Advice – 3:35 (Grimmie, Ethan Roberts, Selena Gomez)
4. King of Thieves – 4:30 (Aimée Proal, Jens Gad, Vincent Stein, Konstantin Scherer)
5. Not Fragile – 3:31 (Grimmie, Khara Lord, Brennan Aerts)
6. Find Me – 3:35
7. Liar Liar – 3:25 (Grimmie, Roberts)
8. Counting – 3:18 (Grimmie, Lord, Aerts)